# Peru (Illinois)
Peru – miasto w Stanach Zjednoczonych, w stanie Illinois, w hrabstwie LaSalle.